# José Balboa
José Balboa Rodríguez (Beariz, Orense, 28 de septiembre de 1936) es un escritor, político, filósofo y Caballero de la Orden de Santiago español de procedencia gallega. Es autor de cinco libros entre los que se incluye su autobiografía "Uno de tantos" y su nueva obra "Susurros desde mi atalaya".

## Biografía

### Etapa previa a la escritura

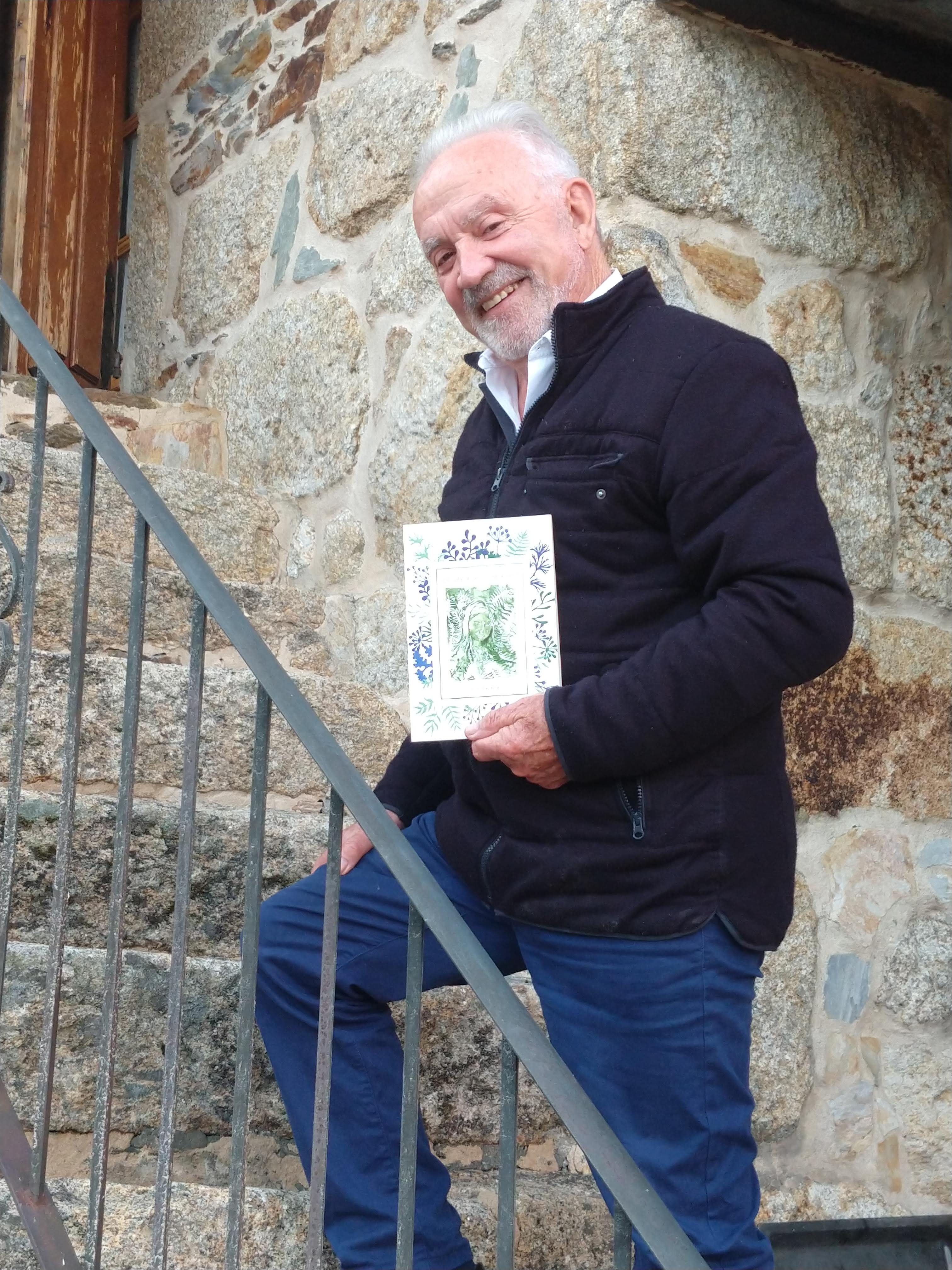
Balboa posando con su libro Arduina.

José Balboa Rodríguez nace en Beariz (Santa María de Beariz) el 28 de septiembre de 1936.  Siguiendo la tradición familiar se introdujo al oficio de la construcción de obras civiles a muy temprana edad, labor a la que dedicó 50 años de su vida. Dicho oficio le llevó a vivir en 6 países de América, Europa y África. Se retiró en 2001 cuándo decide volver a su aldea natal dónde sus inquietudes e incansable espíritu le llevó a formar parte de la recuperación del tronco del porco celta, especie en peligro de extinción, llegando a tener una cabaña de más de 500 ejemplares. En paralelo, fue elegido concejal del Concello de Beariz en 2008, dónde sigue ejerciendo en su cuarta legislatura.

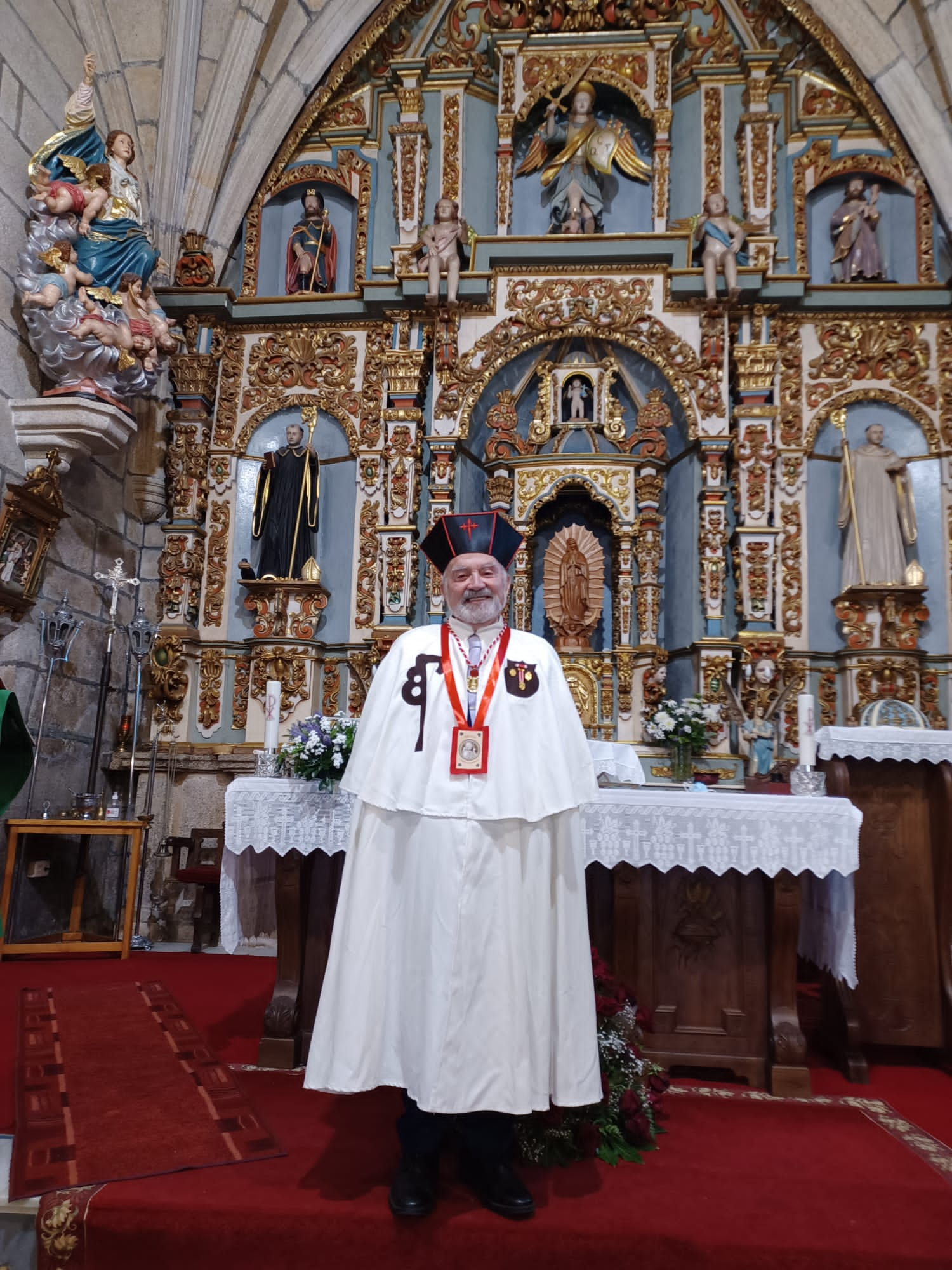
José en su nombramiento como Caballero de la Orden del Camino de Santiago en 2022

### Escritor
En septiembre del año 2016, José Balboa decide retomar su pasión de la juventud por la literatura y publica su autobiografía Uno de tantos.
A comienzos del año 2017, empieza a exponer su libro por toda Galicia, y más tarde por Madrid. En octubre de 2017 empieza su segundo libro, Merece la pena, publicado en febrero de 2018, que narra la historia real de un vecino de Vilariño das Poldras llamado Samuel, que a la edad de 4 años empieza a trabajar en el campo.
Aún en 2018, el 8 de octubre, Balboa publica su tercera obra: Arduina, un libro de relatos varios. Desde el día 10 empieza a presentarlo por Beariz, próximamente en México, Madrid y otras partes de España.
Más adelante, en 2021 publica La fuerza de los helechos, novela romántica en la que ensalza de forma ecuánime los valores y valentía de una mujer en el contexto de la guerra civil española. Un año más tarde publica su nueva novela Susurros desde mi atalaya, libro formado por dos novelas independientes y nueve relatos cortos caracterizados por su variedad narrativa y facilidad de lectura. Ambos libros, han sido escritos en estrecha colaboración su esposa y editora Lorena González Rial.

## Obras
Todo el dinero recaudado de sus obras fue donado a distintas asociaciones para la investigación de las enfermedades raras. También varias de las obras han sido presentadas en la Feria Internacional del Libro de Guadalajara, en México.
- Uno de tantos (2016)
- Merece la pena (2017)
- Arduina (2018)
- La fuerza de los helechos (2021)
- Susurros desde mi Atalaya (2022)

## Vida personal
Actualmente vive en su aldea natal con su esposa y su hijo más joven. Tiene cinco hijos y nueve nietos. Además, tiene su propio blog, Relatos del Caminante.